# Halové mistrovství Evropy v atletice 1977
8. Halové mistrovství Evropy v atletice se uskutečnilo ve španělském San Sebastiánu ve dnech 12. – 13. března 1977.

## Medailisté

### Muži
| Soutěž        | Zlato                        | Stříbro                    | Bronz                   |
| ------------- | ---------------------------- | -------------------------- | ----------------------- |
| 60 m          | Valerij Borzov 6,59          | Christer Garpenborg 6,60   | Marian Woronin 6,67     |
| 400 m         | Fons Brijdenbach 46,53       | Francis Demarthon 47,11    | Marian Gęsicki 47,21    |
| 800 m         | Sebastian Coe 1:46,54        | Erwin Gohlke 1:47,2        | Rolf Gysin 1:47,6       |
| 1500 m        | Jürgen Straub 3:46,5         | Paul-Heinz Wellmann 3:46,6 | János Zemen 3:46,6      |
| 3000 m        | Karl Fleschen 7:57,5         | Pekka Päivärinta 7:59,3    | Markus Ryffel 8:00,3    |
| 60 m př.      | Thomas Munkelt 7,62          | Viktor Mjasnikov 7,79      | Arto Bryggare 7,79      |
| Skok do výšky | Jacek Wszoła 2,25 m          | Rolf Beilschmidt 2,22 m    | Ruud Wielart 2,22 m     |
| Skok o tyči   | Władysław Kozakiewicz 5,51 m | Antti Kalliomäki 5,31 m    | Mariusz Klimczyk 5,20 m |
| Skok daleký   | Hans Baumgartner 7,96 m      | Lutz Franke 7,89 m         | László Szalma 7,78 m    |
| Trojskok      | Viktor Sanějev 16,65 m       | Jaak Uudmäe 16,46 m        | Bernard Lamitié 16,45 m |
| Vrh koulí     | Hreinn Halldórsson 20,59 m   | Geoffrey Capes 20,46 m     | Władysław Komar 20,17 m |

### Ženy
| Soutěž        | Zlato                      | Stříbro                      | Bronz                       |
| ------------- | -------------------------- | ---------------------------- | --------------------------- |
| 60 m          | Marlies Oelsnerová 7,17    | Ludmila Storožkovová 7,24    | Rita Bottiglieriová 7,34    |
| 400 m         | Marita Kochová 51,14       | Verona Elderová 52,75        | Jelica Pavličićová 53,49    |
| 800 m         | Jane Colebrooková 2:01,12  | Totka Petrovová 2:01,17      | Elżbieta Katoliková 2:01,3  |
| 1500 m        | Mary Stewartová 4:09,37    | Vesela Jacinsková 4:10,0     | Rumjana Čavdarovová 4:11,3  |
| 60 m př.      | Ljubov Nikitěnková 8,29    | Zofia Filipová 8,34          | Rita Bottiglieriová 8,39    |
| Skok do výšky | Sara Simeoniová 1,92 m     | Brigitte Holzapfelová 1,89 m | Edit Sámuelová 1,86 m       |
| Skok daleký   | Jarmila Nygrýnová 6,63 m   | Ildikó Erdélyiová 6,55 m     | Heidemarie Wycisková 6,40 m |
| Vrh koulí     | Helena Fibingerová 21,46 m | Ilona Slupianeková 21,12 m   | Eva Wilmsová 20,87 m        |

## Medailové pořadí
| Umístění | Stát           | Zlato | Stříbro | Bronz | Celkem |
| -------- | -------------- | ----- | ------- | ----- | ------ |
| 1.       | NDR            | 4     | 4       | 1     | 9      |
| 2.       | Sovětský svaz  | 3     | 3       | 0     | 6      |
| 3.       | Velká Británie | 3     | 2       | 0     | 5      |
| 4.       | NSR            | 2     | 2       | 1     | 5      |
| 5.       | Polsko         | 2     | 1       | 5     | 8      |
| 6.       | Československo | 2     | 0       | 0     | 2      |
| 7.       | Itálie         | 1     | 0       | 2     | 3      |
| 8.       | Belgie         | 1     | 0       | 0     | 1      |
| 8.       | Island         | 1     | 0       | 0     | 1      |
| 10.      | Bulharsko      | 0     | 2       | 1     | 3      |
| 10.      | Finsko         | 0     | 2       | 1     | 3      |
| 12.      | Maďarsko       | 0     | 1       | 3     | 4      |
| 13.      | Francie        | 0     | 1       | 1     | 2      |
| 14.      | Švédsko        | 0     | 1       | 0     | 1      |
| 15.      | Švýcarsko      | 0     | 0       | 2     | 2      |
| 16.      | Nizozemsko     | 0     | 0       | 1     | 1      |
| 16.      | SFR Jugoslávie | 0     | 0       | 1     | 1      |